# الک، شهرستان تاکر، ویرجینیای غربی
الک (به انگلیسی: Elk) یک منطقهٔ مسکونی در ایالات متحده آمریکا است که در شهرستان توکر، ویرجینیای غربی واقع شده‌است.